# Chaim
Chaim  ist ein hebräischer männlicher Vorname.

## Schreibweisen und Ableitungen
Die originale hebräische Schreibweise ist חַיִּים und bedeutet Leben. Die Umschriften „ch“ oder „h“ für den ersten Buchstaben חַ („chet“) sind möglich, wie bei Chanukah und Hanukah bzw. Hannah und Channa.
Weitere Schreibweisen sind Chayyim, Hayyim, Haim, Haime, Heym, Haimann, Heiman, Heymann, Hyman, sowie Heine.
In anderen Sprachen kann von Chaim auch Heimof, Haimovici, Haimovitz, Haimovsky, Heimsohn abgeleitet werden, im übertragenen Wortsinn möglicherweise auch Vidal, Vidas, Vivant, Vitali (von Leben in den jeweiligen Sprachen).
Der spanische Name Jaime, der eigentlich eine Ableitung von Jakob (hebräisch Ja'akow) ist, wird von argentinischen Juden auch als phonetische Entsprechung für (C)haim benutzt.
Im Zuge der Angleichung der jüdischen Namen an deutsche entstanden aus dem ursprünglichen Chaim unter anderem die Namen Lebebaum, Lebenthal und Lebenlang. 
Möglicherweise leitete sich auch der römische Name „Vitus“ von „Chaim“ ab, der sich über den Namen des Heiligen Vitus zum bayerischen Vornamen Veit(l) weiterentwickelte. 
Die weibliche Form des Namens ist Chaya.
Chai (das Leben) ist ein Cognatum des arabischen Wortes حَيَاة (ḥayāh), das von derselben protosemitischen Wurzel abstammt. Auch hayat im Türkischen hat diese Bedeutung.

## Herkunft und Verbreitung
Der Name ist nicht in der Bibel oder anderen alten religiösen Schriften erwähnt. Erste Belege finden sich erst im Mittelalter.
In der Kabbala hilft der Name seinem Träger. Manche haben ihn zur Verbesserung ihrer Gesundheit als zweiten Vornamen angenommen, auch nach dem Tod eines Kindes wurde das folgende oft Chaim genannt. Auch viele Holocaustüberlebende tragen diesen zusätzlichen Namen.
Chai (Leben) ist aus zwei hebräischen Buchstaben (Chet und Jod) zusammengesetzt, deren gematrische Zahlenwerte 8 und 10 betragen und zusammengenommen 18 ergeben. Daher gilt die 18 auch als Glückszahl. Geschenke und Spenden werden oft als Vielfaches von 18 gegeben, 18 oder 36 Euro etwa als Geldspende.
Auch Anhänger mit diesen zwei hebräischen Buchstaben werden manchmal als Glücksbringer getragen.
Sein Vorkommen als Nachname ist eher selten.

## L’Chaim
L’Chaim, Lechajim oder Lachaim ist der verbreitetste hebräische Trinkspruch. Er bedeutet „Auf das Leben“.
Die Herkunft ist unsicher. Möglicherweise soll er die negative Wirkung von Alkohol verhindern oder er leitet sich von einem Gnadenspruch für zum Tode Verurteilte ab.
Bei Verlobungsfeiern mit Freunden ist dieser Trinkspruch sehr häufig, weshalb das Fest als ganzes auch den Namen L’Chaim trägt.

## Namensträger

### Vorname
- Chaim Arlosoroff (1899–1933), zionistischer Politiker
- Chajim Leib Auerbach (1886–1954), bedeutender Rabbiner, Torakommentator
- Chajim b. Mose Attar (Abenattar; 1696–1743), jüdischer Gelehrter und Kabbalist in Marokko
- Chajim b. Isaak (1749–1821), jüdischer Talmud-Gelehrter
- Chaim Joseph David Azulai (Akronym Chida; 1724–1807), jüdischer Gelehrter, Dezisor, Kabbalist und Bibliograph
- Chaim Be’er (* 1945), israelischer Autor und Hochschullehrer
- Chaim Berlin (1832–1912), orthodoxer Rabbi von Moskau
- Chaim Nachman Bialik (1873–1934), russisch-österreichischer jüdischer Dichter, Autor und Journalist (auf Hebräisch und Jiddisch)
- Chajim Bloch (1881–1973), chassidischer und kabbalistischer Schriftsteller und Rabbiner
- Chaim Cohn  (1911–2002), israelischer Jurist, Historiker und Politiker
- Paul Chaim Eisenberg (* 1950), Großrabbiner der Israelitischen Kultusgemeinde Wien
- Chaim Engel (1916–2003), polnischer Holocaustüberlebender
- Chaim Samuel Jakob Falk (1708–1782), Rabbiner, Kabbalist und Alchemist
- Chajim Fürst (1580–1653), Kaufmann in Hamburg
- Chaim Grade (1910–1982), litauischer Schriftsteller und Dichter jiddischer Sprache
- Chaim Grinberg (1889–1953), russisch-US-amerikanischer Journalist, Publizist und Zionist
- Hayyim Habshush (* um 1833; † 1899), Schmied, im 19. Jahrhundert bekannter Historiograf
- Chaim Halberstam (1793–1876), chassidischer Rabbiner
- Chajim Hasas (1898–1973), israelischer Schriftsteller
- Chaim Herzog (1918–1997), 6. Präsident Israels
- Chaim Hirschensohn (1857–1935), Herausgeber jüdischer Schriften sowie Großrabbiner von Hoboken in New Jersey (USA)
- Chaim Kaniewski (1928–2022), israelischer Rabbiner und Gelehrter
- Chaim Kreiswirth (1918–2001), polnisch-belgischer orthodoxer Rabbiner
- Chaim Landau (1916–1981), israelischer Politiker und Minister
- Chaim Müntz (1884–1956), polnisch-deutscher Mathematiker
- Chaim Nahum (1872–1960), Großrabbiner im Osmanischen Reich und von Ägypten und dem Sudan
- Chaim Noll (* 1954), deutsch-israelischer Journalist und Schriftsteller
- Chaim (Holocaustopfer) (1930–1945), Nachname unbekannt,
- Chaim Potok (1929–2002), amerikanisch-jüdischer Schriftsteller und Rabbiner
- Chaim Rabin (1915–1996), israelischer Hebraist und Sprachwissenschaftler
- Chaim Ramon (* 1950), israelischer Politiker (Kadima-Partei)
- Chaim Rumkowski (1877–1944), Vorsitzender des Judenrates im Ghetto Łódź/Litzmannstadt
- Chaim Schitlowsky (1865–1943), jiddischer Schriftsteller und Übersetzer
- Richard Chaim Schneider (* 1957), deutscher Journalist, Autor und Theaterregisseur
- Chaim Seeligmann (1912–2009), israelisch-deutscher Pädagoge und Historiker
- Chajim Slonimski (1810–1904), polnischer hebräischer wissenschaftlicher Schriftsteller, Journalist, Übersetzer, Mathematiker
- Joseph Chaim Sonnenfeld (1848–1932), Großrabbiner von Jerusalem
- Chaim Soutine (1893–1943), französischer Maler litauisch-jüdischer Abstammung
- Chaim Elazar Spira (* 1868 oder 1871; † 1937), chassidischer Rabbiner und Schriftgelehrter
- Chaim Taub (1925–2024), israelischer Violinist und Musikpädagoge
- Chaim Topol (1935–2023), israelischer Schauspieler
- Chaim Vital (1542/43–1620), Rabbiner, einer der einflussreichsten Kabbalisten Palästinas seiner Zeit
- Chaim Weizmann (1874–1952), israelischer Politiker und Chemiker
- Chaim Witz, Geburtsname von Gene Simmons (* 1949), US-amerikanischer Musiker

- Eli ibn Chajim (Eli ben Hayim, Elia ibn Chaim etc.; * 1532; † um 1606), jüdischer Gelehrter

### Familienname
- Yosef Chaim (1832–1909), sephardischer Rabbiner und Kabbalist
- Yossi Mar-Chaim (* 1940), israelischer Komponist

## „Chai“ auf Briefmarken
Mit dem Erstausgabetag 4. Februar gab die Deutsche Post AG ein Sonderpostwertzeichen im Nennwert von 80 Eurocent mit dem Text CHAI–AUF DAS LEBEN! heraus und macht damit auf das bundesweite deutsch-jüdische Festjahr zu 1700 Jahre jüdisches Leben in Deutschland aufmerksam.  Die Veranstaltungen des Festjahres werden unter dem Hashtag #2021JLID angekündigt.